# Pachytegos
Pachytegos es un género extinto de sinápsidos no mamíferos dicinodontos que vivieron durante el periodo Pérmico Superior en lo que ahora es África. Sus restos fósiles, un cráneo muy incompleto, han aparecido en Tanzania.